# Gardenia moszkowskii
Gardenia moszkowskii är en måreväxtart som beskrevs av Theodoric Valeton. Gardenia moszkowskii ingår i släktet Gardenia och familjen måreväxter. Inga underarter finns listade i Catalogue of Life.